# 9e méridien est

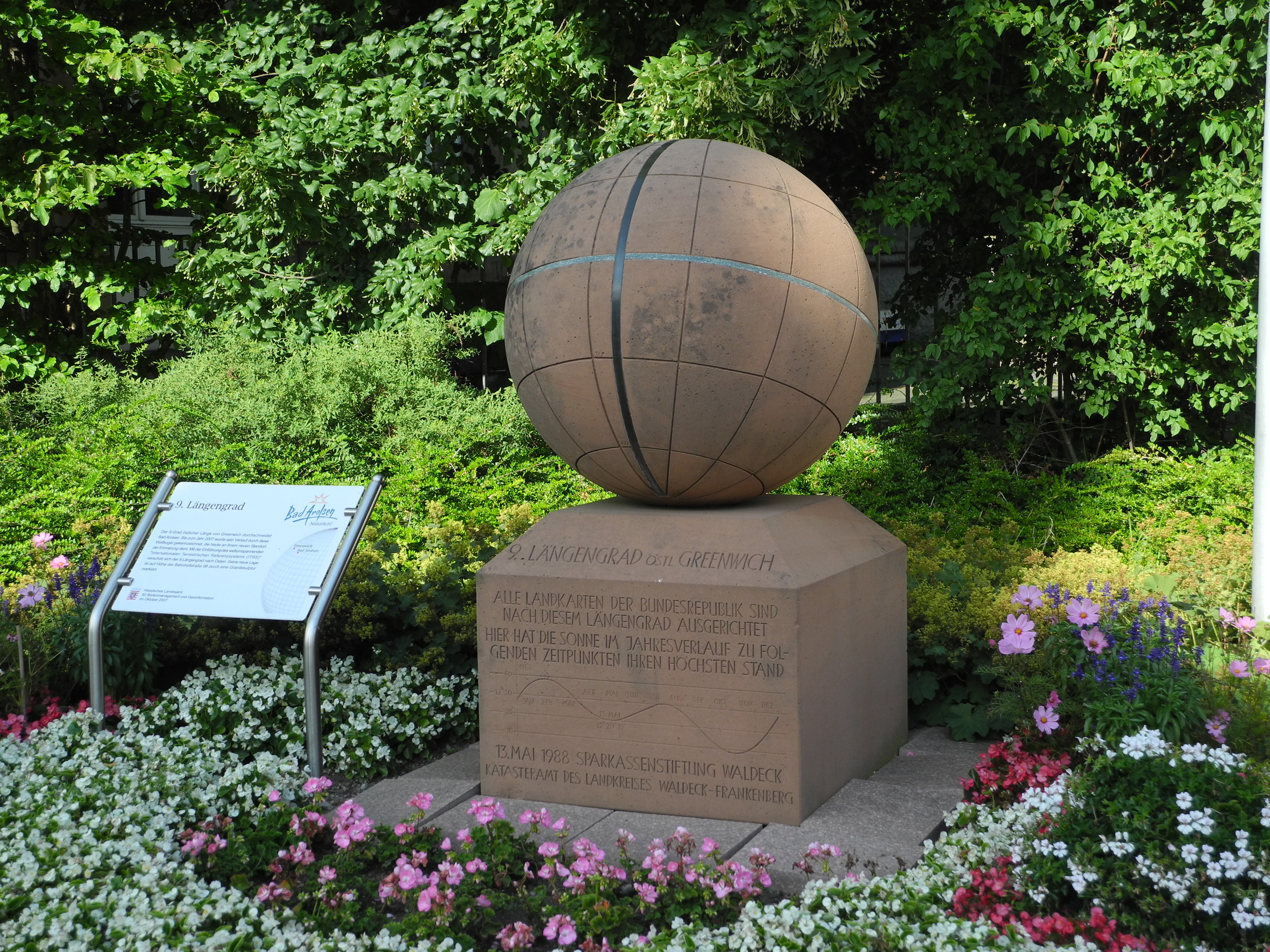
Monument au neuvième méridien est.

En géographie, le 9e méridien est est le méridien joignant les points de la surface de la Terre dont la longitude est égale à 9° est.

## Géographie

### Dimensions
Comme tous les autres méridiens, la longueur du 9e méridien correspond à une demi-circonférence terrestre, soit 20 003,932 km. Au niveau de l'équateur, il est distant du méridien de Greenwich de 1 002 km,.
Avec le 171e méridien ouest, il forme un grand cercle passant par les pôles géographiques terrestres.

### Régions traversées
En commençant par le pôle Nord et descendant vers le sud au pôle Sud, Le 9e méridien est passe par:
| Coordonnées         | Pays, territoire ou mer | notes                                                                       |
| ------------------- | ----------------------- | --------------------------------------------------------------------------- |
| 90° 00′ N, 9° 00′ E | Océan Arctique          |                                                                             |
| 81° 09′ N, 9° 00′ E | Océan Atlantique        |                                                                             |
| 63° 39′ N, 9° 00′ E | Norvège                 | Entre à Hitra dans Sør-Trøndelag. Sort à Tverrdalsøya sur Aust-Agder.       |
| 58° 34′ N, 9° 00′ E | Skagerrak               |                                                                             |
| 57° 09′ N, 9° 00′ E | Danemark                | Vendsyssel-Thy                                                              |
| 57° 01′ N, 9° 00′ E | Limfjord                |                                                                             |
| 56° 50′ N, 9° 00′ E | Danemark                | Jutland continental                                                         |
| 54° 53′ N, 9° 00′ E | Allemagne               | juste à l'ouest du DCF77 émetteur de l'heure légale par ondes radio         |
| 47° 41′ N, 9° 00′ E | Suisse                  |                                                                             |
| 45° 59′ N, 9° 00′ E | Italie                  | Sur environ 2km                                                             |
| 45° 58′ N, 9° 00′ E | Suisse                  | Sur environ 16km                                                            |
| 45° 50′ N, 9° 00′ E | Italie                  |                                                                             |
| 44° 23′ N, 9° 00′ E | Mer Méditerranée        | Mer de Ligurie                                                              |
| 42° 39′ N, 9° 00′ E | France                  | Ile de la Corse                                                             |
| 41° 29′ N, 9° 00′ E | Mer Méditerranée        | Bouches de Bonifacio                                                        |
| 41° 07′ N, 9° 00′ E | Italie                  | Île de Sardaigne                                                            |
| 39° 00′ N, 9° 00′ E | Mer Méditerranée        | Passe juste à l'est de l'archipel de La Galite, Tunisie                     |
| 37° 07′ N, 9° 00′ E | Tunisie                 |                                                                             |
| 32° 08′ N, 9° 00′ E | Algérie                 |                                                                             |
| 21° 47′ N, 9° 00′ E | Niger                   |                                                                             |
| 12° 50′ N, 9° 00′ E | Nigeria                 |                                                                             |
| 5° 57′ N, 9° 00′ E  | Cameroun                |                                                                             |
| 4° 05′ N, 9° 00′ E  | Océan Atlantique        | Golfe de Guinée - passe juste à l'est de l'île de Bioko, Guinée équatoriale |
| 0° 39′ S, 9° 00′ E  | Gabon                   |                                                                             |
| 1° 19′ S, 9° 00′ E  | Océan Atlantique        |                                                                             |
| 60° 00′ S, 9° 00′ E | Océan Austral           |                                                                             |
| 69° 55′ S, 9° 00′ E | Antarctique             | Terre de la Reine-Maud, revendiquée par la Norvège                          |